# Struber z'tett
Struber z'tett, aussi appelé Bernard Struber Jazztett, est un groupe de jazz français, composé de neuf musiciens.

## Biographie
Le groupe est formé en 1988 par Bernard Struber, à l'origine sous le nom d'Orchestre Régional de Jazz d’Alsace (ORJA), à partir de la classe de jazz du Conservatoire de Strasbourg, duquel Struber a également été le fondateur en 1979. La réputation du groupe a depuis longtemps dépassé le cadre régional, grâce aux compositions délicates de Struber et à l’exploration d’univers aussi divers que ceux d’Armstrong, des musiques traditionnelles d'Afrique ou d'Asie, de Louis Sclavis, d’Archie Shepp (recréation avec lui d’Attica Blues) et de Frank Zappa à qui le Z’tett va consacrer un prochain album, Les Noces de Dada, sorti en 2007.
Le groupe est membre de Grand format, fédération de 29 orchestres de jazz et de musiques à improviser. La formation du Struber z'tett est stable depuis de nombreuses années maintenant, mais peut varier en fonction des lieux de représentation ou du répertoire proposé. Le groupe à notamment travaillé avec des invités tels que Willem Breuker, Ray Anderson, ou Louis Sclavis par exemple. L'orchestre se produit régulièrement lors de grands festivals de jazz tels que le Jazz im popular à Rotterdam, le festival Jazz de Berlin, le festival d'Odessa ou encore le festival Jazz d'Or de Strasbourg. Ils jouent dans nombre de lieux comme les Tritonales en 2008, Mulhouse en 2012.

## Membres
- Bernard Struber — guitare, orgue, piano
- Michael Alizon — saxophone
- Éric Échampard — batterie
- Frédéric Norel — violon
- Serge Haessler — trompette
- Jean-Charles Richard — saxophone soprano, baryton
- Benjamin Moussay — piano, claviers
- Ray Halbeisen — saxophone, clarinette, flûte, chant
- Bruno Chevillon — contrebasse, guitare basse

## Discographie
- 1991 : Le Jazz à pleins tubes
- 1993 : Lover
- 1997 : Le Phare avec Louis Sclavis
- 2002 : Les Arômes de la mémoire
- 2006 : Parfum de récidive
- 2007 : Les Noces de dada
- 2012 : Soul Songs et Louise